# Joel Higgins
Pour les articles homonymes, voir Higgins.
Joel Franklin Higgins (né le 28 septembre 1943  à Bloomington, dans l'Illinois) est un acteur et chanteur américain.

## Biographie
Diplômé de l'université d'État du Michigan, où il a été membre de la fraternité étudiante internationale Delta Tau Delta, Joel Higgins commence à se produire dans les cafés pour aider à payer ses études.
Plusieurs années plus tard, il obtiendra le second role de la série Ricky ou la belle vie.

## Filmographie

### Cinéma
- 2003 : Dead Canaries : Alan Weis
- 2015 : Dante and Beatrice: A Family Film (Court-métrage) : Père O'Malley
- 2016 : No Pay, Nudity : Stewart

### Télévision
- 1975-1976 : On ne vit qu'une fois (One Day to Live) (Série TV) : Paul Webb
- 1977 : Search for Tomorrow (Série TV) : Bruce Carson
- 1979 : Salvage 1 (Série TV) : Skip Carmichael
- 1981 : Les gorges du diable (Killing at Hell's Gate) (Téléfilm) : Jack
- 1981-1982 : Best of the West (Série TV) : Marshal Sam Best
- 1982 : Bare Essence (Téléfilm) : Matt Phillips
- 1982-1987 : Ricky ou la belle vie (Silver Spoons) (Série TV) : Edward Stratton III
- 1983 : Insight (Série TV) : Dieu
- 1983 : First Affair (Téléfilm) : Greg Simon
- 1984 : Deux garçons et une fille (Threesome) (Téléfilm) : Dan Shaper
- 1988 : Laura Lansing Slept Here (Téléfilm) : Walter Gomphers
- 1989 : Have Faith (Série TV) : Monseigneur Joseph MacKenzie
- 1990 : Rich Men, Single Women (Téléfilm) : Nicky Loomis
- 1997 : La Vie de famille (Family Matters) (Série TV) : Officier Geiss
- 1999 : Un toit pour trois (Two Guys, a girl and a Pizza Place) (Série TV) : Le père de Sharon
- 1999 : Papa bricole (Home Improvement) (Série TV) : Dr. Lloyd Fields
- 2000 : JAG (Série TV) : Capt. Peter Tully
- 2003 : Preuve à l'appui (Crossing Jordan) (Série TV) : Mr. Oliver
- 2003 : Ed (Série TV) : Gus Tavel